# Социјал-Демократ (часопис)
Социјал-Демократ: орган српских социјалиста је први лист у Србији уређиван у духу марксизма, почео да излази 1895. године у Београду.

## Историјат
Први број листа је изашао 23. априла 1895. године. Иако је у почетку уређиван у духу марксизма касније је ублажавао свој став. У листу су сарађивали Васа Пелагић, Милорад Поповић, Драгиша Лапчевић, млади Јован Скерлић, а главну реч је водио Живојин Балугџић.Лист је покренула социјалисччки оријентисана група радника и интелектуалаца. У свом ирвом броју, Социјал-Демократ je објавио да ће бити „орган међународаог савеза свију пролетера и спремаће, са свим осталим братским органима услове за потпун преображај друштва“.
Лист је више пута забрањиван. Уредници Душан Трбојевић, Владимир Ристановић и Васа Ђукић су ишли и на суд. Током стварања овог листа зачела се и мисао о потреби партијског и синдикалног организовања радника у Србији. Листу је коначно следила и забрана излажења тако да је последњи број издат 21. маја 1896. године.

### Периодичност излажења
Лист је излазио једном недељно.

### Изглед листа
Димензије листа су биле 50 cм.
- Број 16, страна 2, 1895.
- Број 16, страна 3, 1895.
- Број 16, страна 4, 1895.

### Место и година издавања
Београд, 1895 - 1896.

### Штампарија
Лист је штампан у Парној радикалној штампарији.

## Власник и уредник
Власник листа је био Милош Обрадовић, а одговорни уреник Андра В. Ристић.
Остали одговорни уредници:
- од бр. 4 (1895) Душан Ј. Трбојевић;
- од бр. 28 (1895) Владимир Ристановић;
- од бр. 9 (1896) Душан Трбојевић;
- од бр. 11 (1896) Васа Ч. Ђукић.